# IPhone 12 Mini
El iPhone 12 mini es un teléfono inteligente de gama alta desarrollado y diseñado por la empresa Apple. Fue anunciado en un evento especial el día 13 de octubre de 2020,el mismo día que se anunciaron sus dispositivos hermanos el iPhone 12 y el iPhone 12 Pro. Es el sucesor del iPhone 11 original, aunque también es el sucesor indirecto del iPhone 11 Pro y el iPhone SE 2020. Salió a un precio base de $699 y un precio máximo de $849.

## Novedades
La principal novedad de este iPhone fue su conectividad 5G, que comparte con el iPhone 12 y el iPhone 12 Pro, esto subió considerablemente el costo del producto. Según Apple ya se están construyendo redes 5G en todo Estados Unidos por lo que esta tecnología será de crucial importancia para el futuro.
Este iPhone cambió significativamente en el diseño, volviendo a las líneas clásicas de los viejos teléfonos de Apple como el iPhone 4S, fusionándolo con un estilo de cámaras y de pantalla de anteriores generaciones. Además es un 15% más pequeño y un poco más ligero que el iPhone 11. En la parte de frontal tiene un Super Retina XDR display OLED de 5,4 pulgadas con resolución de 2340 x 1080 (Full HD+), en adición a esto tiene un "Ceramic Shield" que hace que se desempeñe mejor al tacto y protege la pantalla. Un aspecto muy criticado de los viejos iPhone era su poca resistencia al agua, con este iPhone Apple usó una protección IP68.
En el evento anterior del 15 de septiembre Apple presentó su nuevo procesador: el A14 Bionic, este promete un trillón de operaciones por segundo y según Apple es el chip más rápido visto alguna vez en un teléfono. Además posee 6 núcleos, una GPU un 30% más rápida que la del A13 Bionic y un Neural Engine muy poderoso, combinado con una eficiencia energética bastante buena. En cuanto al sistema de cámaras tiene el mismo aspecto y megapíxeles que el del iPhone 11, agregando un modo Wide (1,6 de apertura) y Ultra-Wide (2,4 de apertura). También agrega un modo nocturno muy mejorado y un motor Deep Fusion para maximizar el detalle en fotos con poca luz. En adición a lo anterior posee un modo retrato, Smart HDR 3 y es la primera cámara en un smartphone en poder grabar desde Dolby Vision.

## Especificaciones[5]
- Soc (System on a chip): Apple A14 Bionic a 2,9 Ghz con 6 núcleos.[cita requerida]
  - GPU: Unidad de procesamiento gráfico desarrollada por Apple con 4 núcleos.
  - RAM: 4 GB de Memoria RAM LP DDR4X
- Pantalla: Super Retina XDR display de 5,4 pulgadas con tecnología OLED y 476 de ppp.
- Cámara: Doble Cámara de 12 megapixeles, una con apertura Ultra-Wide(ƒ/2.4), y la otra con apertura Wide (ƒ/1.6). Capaz de tomar fotos mientras se graba un video.
  - Grabación de video con Dolby Vision HDR a 30 fps, 4K a 24, 30 y 60 fps, estabilización digital, grabación estéreo y grabación slow-motion a 1080p a 120 o 240 fps.
- Cámara TrueDepth: Cámara de 12 megapíxeles con f/2.2 de apertura TOF 3D HDR y grabación a 1080p.
- Almacenamiento: 64, 128 o 256 GB de espacio.
- Batería: 15 horas de reproducción de video, 10 horas de video en directo y 50 horas de reproducción de audio.
- Conectividad y tecnologías: 5G con soporte LTE, control por voz con tecnología de reconocimiento facial, Face ID y carga inalámbrica QI.